# Graham Mourie
Graham Neil Kenneth Mourie (* 8. September 1952 in Ōpunake, Neuseeland) ist ein ehemaliger neuseeländischer Rugby-Union-Nationalspieler auf der Position des Flügelstürmers und war nach seiner Spielerkarriere Rugbytrainer.

## Biografie
Mourie ging als Junge zuerst auf die Opunake High School und spielte dort in der 1. Rugbymannschaft. Als er auf die New Plymouth Boys’ High School wechselte, lief er dort ebenfalls für deren 1. Rugbymannschaft auf. Er setzte seine aktive Rugbylaufbahn nach der Schule bei seinem örtlichen Verein Opunake RFC fort. Wegen seiner guten Leistungen wurde er schon bald darauf für die Provinzmannschaft Taranaki RFU nominiert. Später führte er diese auch als Mannschaftskapitän an.
Er wurde 1976 zum ersten Mal in den Kader der neuseeländischen Nationalmannschaft, den All Blacks, berufen, und sofort zum Kapitän der faktischen Reservemannschaft Neuseelands gemacht. Die All Blacks tourten nämlich zur gleichen Zeit in Argentinien sowie in Südafrika, so dass eine schwächere Mannschaft mit Mourie als Kapitän nach Argentinien geschickt wurde. 1977 wurde er erneut für die Nationalmannschaft ausgewählt, um für sie gegen die British and Irish Lions während deren Tour in Neuseeland zu spielen. Diese Tour konnten die Neuseeländer mit vier Siegen aus vier Spielen für sich entscheiden. Dabei kam Mourie bei zwei Testspielen gegen die Lions zum Einsatz. Im selben Jahr wurde er gegen Frankreich zum neuen regulären Kapitän der All Blacks bestimmt und löste damit Tane Norton ab. Er wurde im weiteren Verlauf seiner Karriere einer der größten Spielführer in der Geschichte der All Blacks. So führte er die neuseeländische Nationalmannschaft ein Jahr später zum ersten Mal überhaupt zu einem sogenannten Grand Slam. Den All Blacks gelang es während der Europatour 1978, alle vier sogenannten Home Nations des Rugby Union, England, Irland, Schottland und Wales, während einer Tour durch Europa zu schlagen. Diesen Erfolg konnte Neuseeland erst 25 Jahre später wiederholen. Er gehörte jedoch auch zur Mannschaft, die während der gleichen Tour völlig überraschend gegen die irische Provinzmannschaft Munster Rugby in Limerick 0:12 verlor.
1981 verzichtete Mourie freiwillig auf Einsätze für die Nationalmannschaft während der kontroversen Tour Südafrikas nach Neuseeland, da er das südafrikanische Apartheidsregime der Weißen ablehnte. Die Tour wurde von massiven Protesten und Ausschreitungen überschattet, da viele Neuseeländer es für unangemessen hielten, dass Neuseeland Spiele gegen solch ein Land austrug. Im Laufe des Jahres kehrte Mourie für die Europatour nach Frankreich und Rumänien zu den All Blacks zurück.
Im Jahr 1982 trat Mourie vom aktiven Rugbysport zurück und begann eine Laufbahn als Trainer. Er wurde 1997 Auswahltrainer der Provinzmannschaft Wellington RFU in der National Provincial Championship (NPC) sowie 2000 Trainer der neuseeländischen Super-12-Franchise Hurricanes. Mit beiden Mannschaften konnte er jedoch keine Titel gewinnen.